# Byzantiaka
Byzantiaka – greckie czasopismo bizantynologiczne o charakterze międzynarodowym. Ukazuje się od 1981 roku w Salonikach. 